# نصیر علی
نصیر علی (انگلیسی: Nasir Ali؛ زادهٔ ۱ ژانویهٔ ۱۹۵۹) بازیکن هاکی روی چمن اهل پاکستان است که در مسابقات کشوری و بین‌المللی در مجموع برندهٔ ۵ مدال طلا، ۳ مدال نقره، ۱ مدال برنز شده‌است.